# ホームワイド
ホームワイド（英: HOME WIDE）は、鹿児島県、沖縄県を除く九州地区と山口県でイオン九州が展開しているホームセンター (HC) 。
本稿では派生業態の「ワイドマート」(WIDE MART) も述べる。

## 沿革
- 1864年 - 前身の金物屋が創業（後に合資会社横萬金物店に改組する）。
- 1976年（昭和51年）8月25日 - 大分市に「横萬家庭機器株式会社」を設立。大分県を中心に「横萬ホームセンター」（ロゴマークは赤い四角の中に白い金槌が描かれている物で、社名変更後も今のロゴマークになるまでは使われていた）を展開。
- 1987年（昭和62年）7月 - 株式会社横萬、宮崎横萬株式会社を吸収合併。
- 1988年（昭和63年）4月 - 社名を「株式会社ホームワイド」に変更。店舗ブランドは「ホームワイド」に変更された。
- 1990年（平成2年）11月 - 福岡証券取引所に株式上場。
- 1995年（平成7年）
  - 11月 - 大阪証券取引所(現物株は現・東京証券取引所)市場第二部に株式上場。
  - 12月 - ジャスコ株式会社（現・イオン株式会社）が資本参加。
- 2003年（平成15年）
  - 9月1日 - 九州ジャスコ株式会社と株式会社ホームワイドが合併。イオン九州株式会社となる。
  - 11月13日 - 統合後初の「ホームワイド」店舗である「日南店」をオープン。
  - 11月28日 - 資材館併設型を発展させたイオン九州のHC最大級店舗「ホームワイドプラス長府店」をオープン。
- 2004年（平成16年）3月4日 - イオン賀来ショッピングセンター敷地内に「ホームワイドプラス賀来店」をオープン（同店は2006年3月1日にリニューアルオープン）。
- 2007年（平成19年）4月27日 - 長崎県に「ホームワイド」としては約3年ぶりの新店舗である「深堀店」をオープン[1]。
- 2008年（平成20年）
  - 8月10日 - ジャスコ時津店（現・イオン時津店）のすぐ隣に長崎県内では3店舗目となる「時津店」をオープン[2]。
  - 10月25日 - 熊本県に県内4店舗目となる「御船店」をオープン。当店舗は「ホームワイド」で初となるイオンの電子マネーWAONが導入される[3]（WAONに関してはその後、既存の「ホームワイド」・「ホームワイドプラス」に順次導入され、現在は全店舗で利用可能である）。
- 2010年（平成22年）
  - 6月10日 - 大分県にホームセンター事業のDS店舗として初の新業態、「スーパーワイドマート佐伯店」をオープン。
  - 10月7日 - 長崎県にホームセンター事業が手がけるDS店舗としては2店舗目となる「スーパーワイドマート溝陸（みぞろく）店」をオープン[4]。
- 2011年（平成23年）
  - 7月23日 - ホームワイド1号店の「ホームワイド新町店」を業態転換し、品揃えを一新した新業態店舗「ワイドマート ドラッグ&フード新町店」をオープン[5]。
  - 12月2日 - ホームワイドの熊本県1号店「ホームワイド麻生田店」を業態転換し、品揃えを一新した新業態店舗「ワイドマート ドラッグ&フード麻生田店」をオープン。
- 2012年（平成24年）10月4日 - 大分県に新業態店舗「ワイドマート ドラッグ&フード宗方店」をオープン[6]（「ワイドマート ドラッグ&フード」としては初の新規店舗）。
- 2013年（平成25年）
  - 4月12日 - 大分県の「ホームワイド森町店」を業態転換し、品揃えを一新した新業態店舗「ワイドマート ドラッグ&フード森町店」をオープン[7]。
  - 4月25日 - 福岡県初の新業態店舗となる「ワイドマート ドラッグ&フード壱岐団地店」をオープン[8]。
  - 7月5日 - 福岡県に新業態店舗「ワイドマート ドラッグ&フード白銀（しらがね）店」をオープン[9]。
  - 11月1日 - 福岡県に新業態店舗「ワイドマート ドラッグ&フード那珂川店」をオープン[10]。
  - 11月8日 - 福岡県のイオン小郡ショッピングセンターの核店舗の一つとして、「ホームワイド小郡店」をオープン[11]（「ホームワイド」の新規出店は御船店以来約5年ぶり）。
  - 12月13日 - 福岡県に新業態店舗「ワイドマート ドラッグ&フード筑前朝日店」オープン[12]
- 2014年（平成26年）
  - 4月11日 - 熊本県に新業態店舗「ワイドマート ドラッグ&フード月出（つきで）店」をオープン[13]。
  - 5月23日 - 福岡県に新業態店舗「ワイドマート ドラッグ&フード和白東店」をオープン[14]。
  - 6月5日 - 長崎県の「スーパーワイドマート溝陸店」をホームセンターに業態転換し、「ホームワイド溝陸店」としてリニューアルオープン[15]（「ホームワイド」を派生業態の「ワイドマート」に転換する例はあるが、派生業態の「ワイドマート」を「ホームワイド」に転換するのは初めてのこと）。
- 2019年（平成31年/令和元年）
  - 3月 - 購入した商品の配送、組立・取付・交換・設置・その他軽作業の作業サービス、リフォームの相談・見積・施工依頼などを行うくらしのサポートサービス「WIDE（ワイド）便」をプラス賀来店で開始[16]。
  - 10月1日 - 宮崎店・高城店・大在店・戸次店の4店舗で「WIDE便」を開始し、対象エリアが大分市内に拡大[16]。
- 2020年（令和2年）
  - 5月1日 - 臼杵店・スーパーワイドマート佐伯店・佐伯南店・竹田店・三重店の5店舗で「WIDE便」を開始し、対象エリアが大分県南部にも拡大[17]。
  - 9月10日 - プロユースに特化したプロショップ「ホームワイドプロ（HOME WIDE PRO）」を開発し、1号店として「ホームワイド」から業態変更した高城店をオープン[18]。
- 2021年（令和3年）
  - 4月20日 - 出北店で「WIDE便」を開始し、対象エリアが宮崎県北部にも拡大（スタート時は延岡市内のみ）[19]。
  - 5月1日 - 財光寺店と高千穂店で「WIDE便」を開始し、対象エリアが宮崎県日向市・高千穂市にも拡大[19]。
  - 9月1日 - スーパーワイドマート佐伯店をホームワイド鶴岡店へ屋号・店名を変更[20]。これにより、スーパーワイドマートの屋号が消滅。
  - 10月1日 - 福岡県に「ホームワイドプロ」の2号店として福岡空港店をオープン[21]。
  - 11月1日 - 平和台店・高鍋店・西都店の3店舗で「WIDE便」を開始し、対象エリアが宮崎県南部にも拡大（スタート時は宮崎市・西都市内及び児湯郡高鍋町内のみ）[22]。
  - 12月1日 - プラス都城店と日南店で「WIDE便」を開始。これにより、宮崎県内の全店舗で「WIDE便」の利用が可能となった[22]。
- 2022年（令和4年）
  - 1月22日 - 麻生田店の閉店に伴い、ワイドマート ドラッグ&フードの屋号が消滅。
  - 3月3日 - 同日にリニューアルオープンしたイオン若松ショッピングセンター内にホームワイド若松店をオープン[23]。当店では本館の「ライフ館」と別館の「ワーク館」の2館体制となり、「WIDE便」の対象店舗となる。なお、「ホームワイド」としての新規出店は小郡店以来、約8年ぶりとなる。
  - 11月1日 - 新下関店・和白店・プロ福岡空港店の3店舗で「WIDE便」を開始し、対象エリアが山口県下関市と福岡県福岡市にも拡大[24]。
- 2023年（令和5年）
  - 6月1日 - 佐賀大和店・江北店・田主丸店の3店舗で「WIDE便」を開始。これにより、福岡県と佐賀県の全店舗で「WIDE便」の利用が可能となった[25]。
  - 9月14日 - 2001年（平成13年）3月より営業してきた和白店をペットと植物に特化した専門業態「ホームワイド ペット&グリーン」へ業態転換の上でオープン[26][27]。
  - 10月20日 - 早岐店・溝陸店・阿蘇店・御船店の4店舗で「WIDE便」を開始。これにより、「WIDE便」が長崎県と熊本県の店舗にも拡大し、全店舗で利用が可能となった[28]。

## 店舗

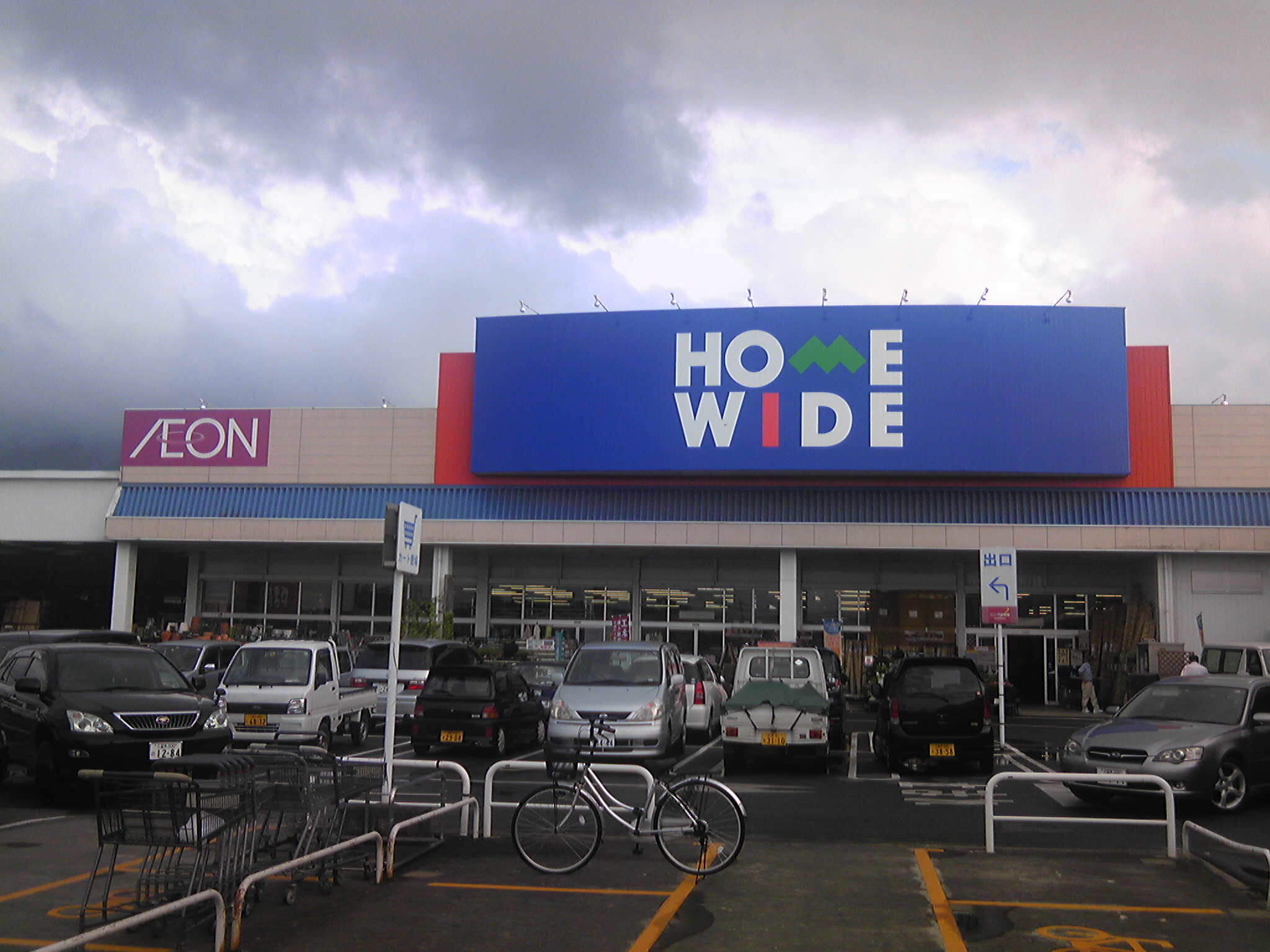
ホームワイド田主丸店
（福岡県久留米市）

出店店舗の一覧・詳細はホームワイド公式ホームページ内の店舗検索を参照。
ホームワイド/ホームワイドプラス
一般的なホームセンター業態。資材館を併設した大型店舗は「ホームワイドプラス」（HOME WIDE +）の屋号を用いる。
店舗数は2023年11月時点で29店舗（福岡2、佐賀2、長崎2、熊本2、大分12、宮崎8、山口1）。うち、「ホームワイドプラス」は大分県の賀来店と宮崎県の都城店の2店舗である。
山口県の新下関店は本州に出店している店舗で唯一のイオン九州運営店舗でもある。
一部店舗は、イオンあるいはマックスバリュと同じSC内（あるいは近隣の敷地）に出店している。また、長崎県の溝陸店と大分県の鶴岡店は開店当初、DS業態の「スーパーワイドマート」（鶴岡店は開店当初、佐伯店の店名）であった。
ホームワイド ペット&グリーン
ペット専門店「ペットワイド」と園芸・植物専門店「サンガーデン」を一体化し、ペットと植物に特化した専門業態。
1号店の和白店は元々「ホームワイド」として営業しており、業態転換による出店となる。
ホームワイドプロ
建築業を中心としたプロユースに向けたプロショップ業態。作業衣料用品・工具・電材・電動工具・補修・塗装用品・配管用品の品揃えを強化し、「ホームワイド」では本業態のみとなる充填剤も取り扱われている。また、平日と土曜日は朝から営業している。
店舗数は2021年10月時点で2店舗（福岡・大分各1）を展開している。
1号店の高城店は元々「ホームワイド」として営業しており、業態転換による出店となる。

## かつて存在した店舗
福岡県
- 鞍手店（鞍手郡鞍手町）
- 土井店（福岡市東区）

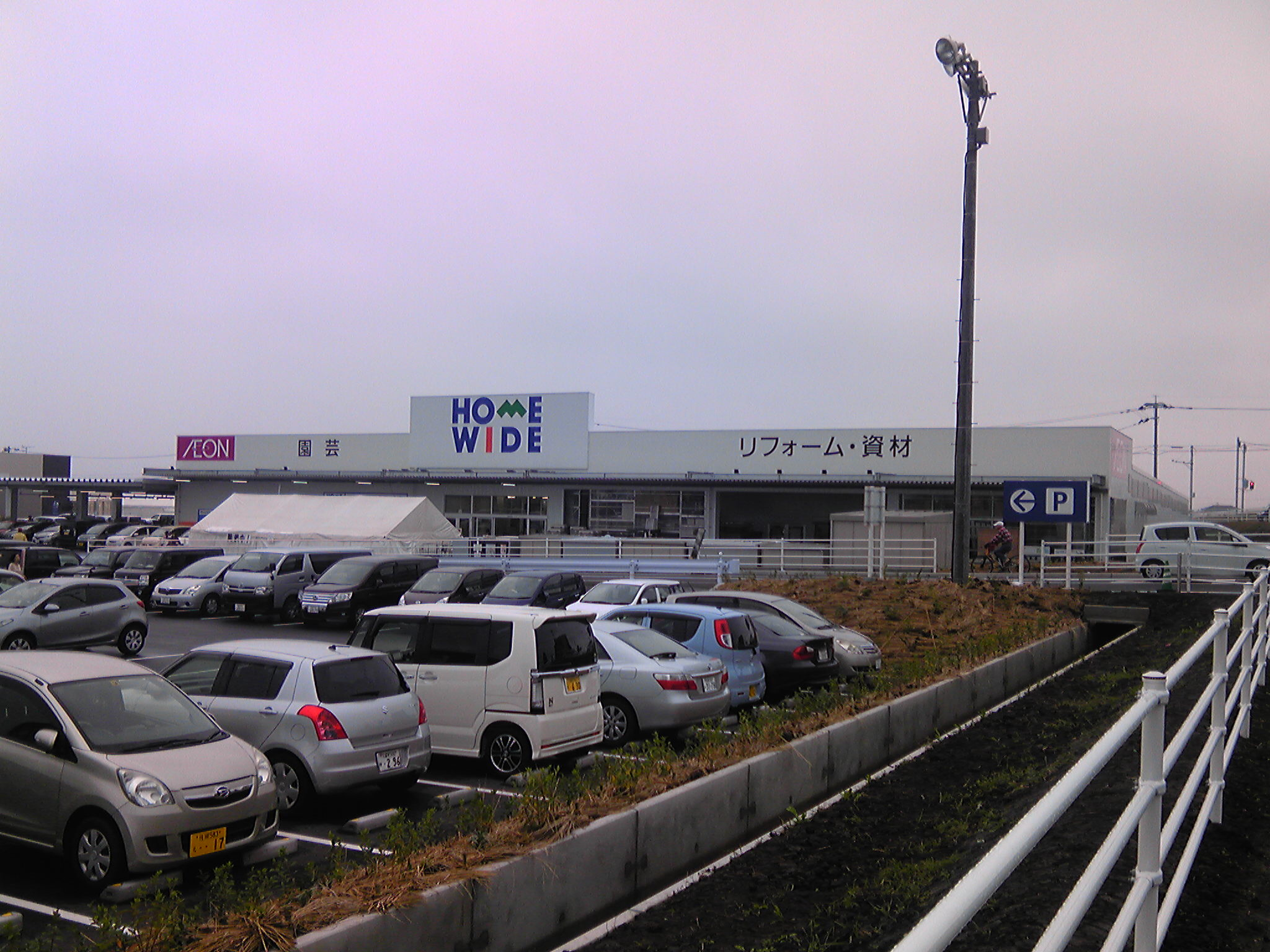
ホームワイド小郡店

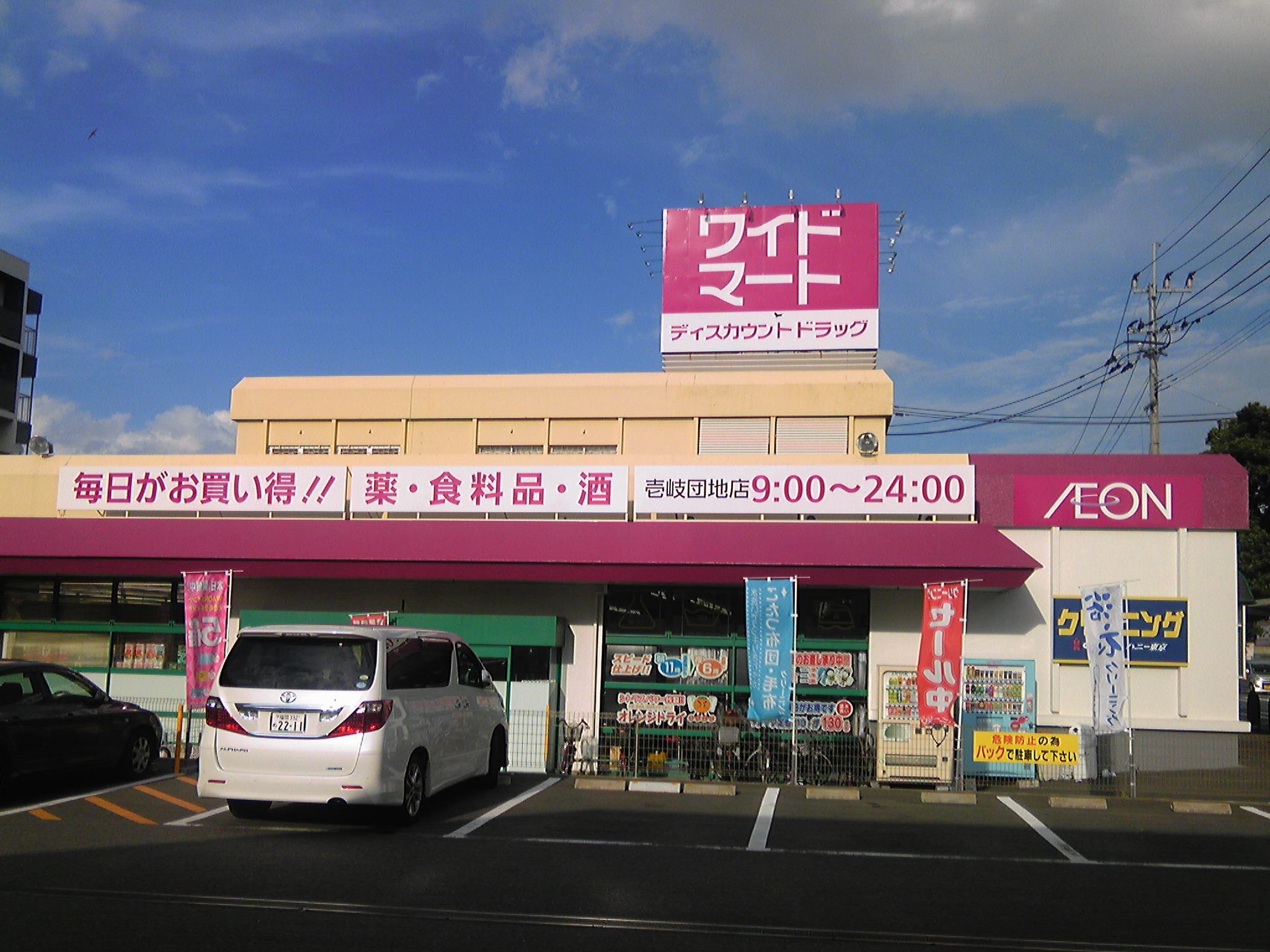
ワイドマートD&F壱岐団地店

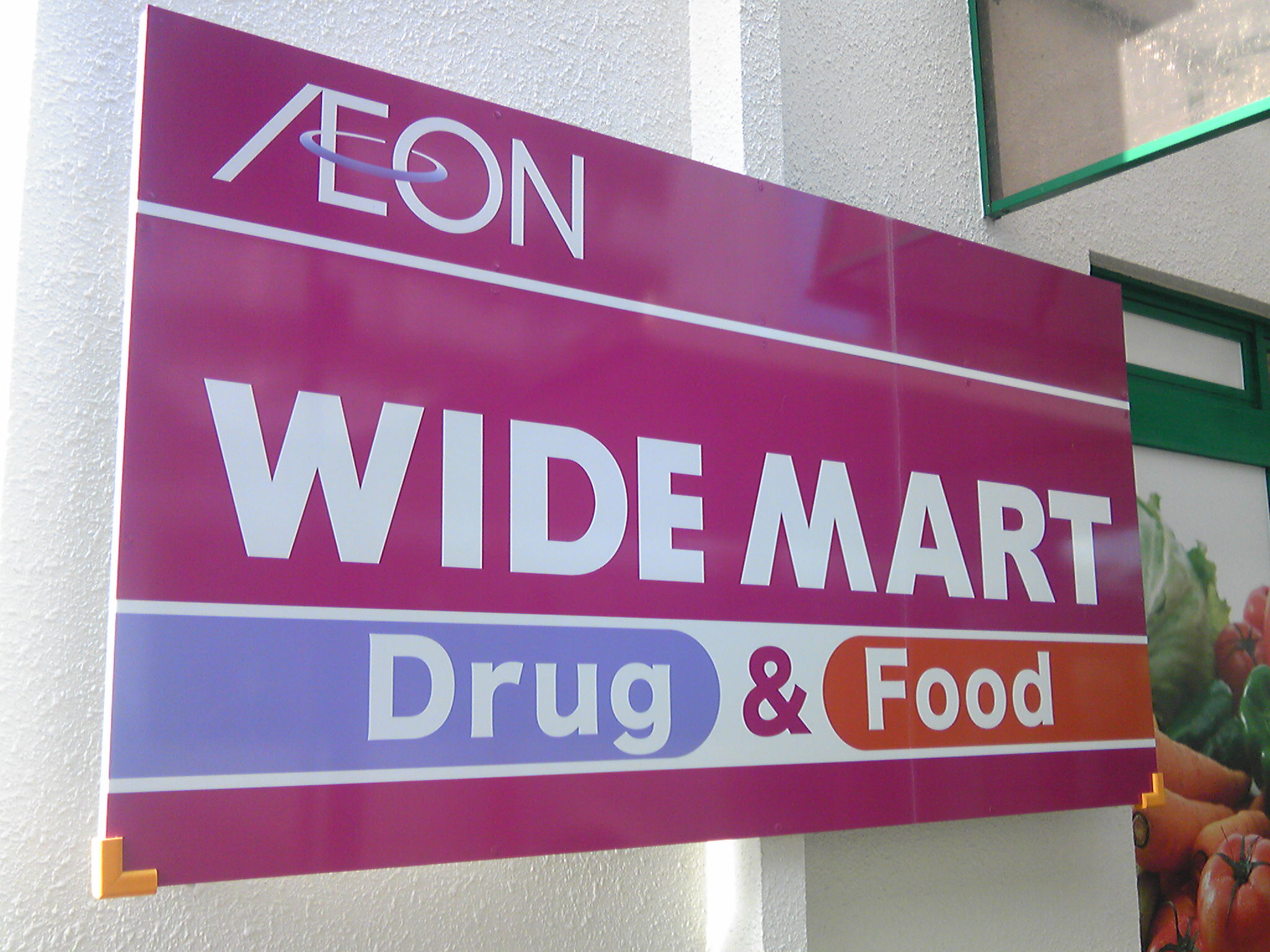
ワイドマートD&F壱岐団地店の入口に掲げられた看板

- 小郡店（小郡市、2013年11月8日 - 2018年9月20日閉店[29]）
- 永犬丸店 （北九州市八幡西区、2000年7月27日開店 - 2020年3月31日閉店[30]）
  - 閉店が発表された際、イオングループの新たなショッピングセンターを構築する方針が示されており、2020年8月1日に本棟を食品ディスカウントストアに業態転換し、ザ・ビッグ八幡西店が開店した[31]（なお、開業当初はマックスバリュ九州が運営していたが、合併に伴い、同年9月1日付で「ホームワイド」と同じイオン九州の運営となる）。
- 若松店 （北九州市若松区、2022年3月3日開店 - 2024年2月20日閉店[32]）
  - イオン若松ショッピングセンターの改装に合わせて出店したが、2年足らずで撤退となった。なお、「ペットワイド」は当店閉店後も営業が継続されており、2024年3月1日に改装オープンされた[33]。
- ワイドマート ドラッグ&フード筑前朝日店（朝倉郡筑前町、2013年12月13日開店 - 2018年2月20日閉店[34]）
- ワイドマート ドラッグ&フード壱岐団地店（福岡市西区、2013年4月25日開店 - 2018年2月28日閉店[35]）
- ワイドマート ドラッグ&フード白銀店（北九州市小倉北区、2013年7月5日開店 - 2018年3月31日閉店[36]）
  - 閉店後、跡地をコスモス薬品が取得し、2019年4月20日に同社が運営するドラッグストア「ディスカウント ドラッグ コスモス白銀店」（現:ドラッグストアコスモス白銀店）がオープンした。
- ワイドマート ドラッグ&フード那珂川店（那珂川市五郎丸、2013年9月17日開店 - 2021年5月31日閉店[37]）
  - 元々は寿屋（現・カリーノファシリティーズ）系列のハローが運営していた「くらし館」が前身で、マックスバリュ九州（現・イオン九州）へ運営移管時に「マックスバリュくらし館」となり、閉店後、マミーズを経て居抜き出店により開業した店舗であった。閉店後、ホームインプルーブメントひろせが居抜き出店し、神戸物産の「業務スーパー」のフランチャイズ店舗として2021年9月9日に「生鮮&業務スーパー那珂川店」がオープンした。
  - なお、市内松原には同じイオン九州（2020年8月まではマックスバリュ九州）が運営するスーパーマーケット業態の「マックスバリュ那珂川店」が営業している。
- ワイドマート ドラッグ&フード和白東店（福岡市東区、2014年5月23日開店 - 2021年9月30日閉店）
  - 那珂川店同様、元々寿屋（現・カリーノファシリティーズ）系列のハローが運営していた「くらし館」が前身（和白店として営業）で、マックスバリュ九州（現・イオン九州）へ運営移管時に「マックスバリュくらし館」となり、閉店後、ハイマートかどたを経て居抜き出店により開業した店舗であった。閉店後、同じイオングループのウエルシア薬局がドラッグストアとして居抜き出店し、2021年12月16日に「ウエルシア福岡和白東店」としてオープンした（「ウエルシア」の福岡県1号店）。

佐賀県
- 三日月店（小城市、1995年開店 - 2015年5月21日閉店[38]）

長崎県
- 時津店（西彼杵郡時津町、2008年8月10日開店 - 2015年9月20日閉店）
- 深堀店（長崎市、2007年4月25日開店 - 2021年5月16日閉店[39]）
  - 閉店後、同業他社のホームインプルーブメントひろせが居抜き出店し、2021年7月15日に「OKホーム&ガーデン深堀店」が開業した。

熊本県
- 菊陽店（熊本市北区、2013年8月下旬閉店）
  - 閉店後、熊本市に本店がある釣具専門店「山本釣具センター菊陽バイパス店」が同年10月31日にオープンした。
- ワイドマート ドラッグ&フード月出店（熊本市東区、2014年11日開店 - 2020年10月31日閉店[40]）
- ワイドマート ドラッグ&フード麻生田店（熊本市北区、2012年12月2日開店 - 2022年1月22日閉店）
  - 閉店後、和白東店同様に同じイオングループのウエルシア薬局へ移管、ドラッグストアへ転換され、2022年4月21日に「ウエルシア熊本麻生田店」としてオープン（「ウエルシア」の熊本県1号店）。同店についてはイオン九州が生鮮食品・惣菜・弁当・ベーカリー・フローズンを担当する初のコラボレーション店舗として展開する[41]。

大分県
- 別府店（別府市、2008年6月閉店）
  - ホームワイド→ワイドマートの店舗。ワイドマート一号店。居抜きでダイソー別府店。なお閉店後、向かいにマックスバリュが出店した。
- 下郡店（大分市）
  - 末期はワイドマートに転換していた。
- 野津店（臼杵市、2008年3月開店）
  - 居抜きでホームセンターコメリ（現在は隣接地に移転）→ドラックセイムス臼杵野津店
- 津久見店（津久見市、2014年6月22日閉店）
- 坂ノ市店（大分市、2014年7月13日閉店）
- 三光店（中津市、2016年8月20日閉店）
- 新川店（大分市、2003年2月開店 - 2016年11月30日閉店[42]）
- 三重店（豊後大野市、1993年3月4日開店 - 2021年2月10日閉店[43]）
- ワイドマート ドラッグ&フード新町店（大分市、2011年7月23日開店 - 2020年8月31日閉店[44]）
  - 1976年8月に横萬ホームセンターの1号店として開店し、1988年4月に運営会社の社名変更に合わせてホームワイドに屋号変更され、2011年7月に「ワイドマート ドラッグ&フード」の1号店として業態転換された。ホームセンターとして開業してから築44年が経過し、老朽化が著しくなった為、閉店となった[45]。
- ワイドマート ドラッグ&フード森町店（大分市、2013年4月12日開店 - 2021年1月31日閉店[46]）
- ワイドマート ドラッグ&フード宗方店（大分市、2012年10月4日開店 - 2021年8月22日閉店）

宮崎県
- 住吉店（宮崎市）
  - 閉鎖時期不明。ただし、宮崎日日新聞社が創刊50周年記念に出版した「平成元年・宮崎県航空写真集 新ふるさと飛行」の宮崎市島之内周辺の航空写真において当時のロゴマークを確認出来るため、1989年にはまだ存在していた。閉鎖後は、延岡市にある家具販売店「丸の内家具センター」が運営する「家具のジパング」が出店。
- 都農店（児湯郡、2011年11月10日閉店）
- 緑ヶ丘店（延岡市、2019年2月28日閉店）

山口県
- ホームワイドプラス長府店（下関市、2010年1月20日閉店）

## 関連企業
- 横萬ビル - 大分フォーラスなどを保有する不動産会社。